# Зелёный союз
Зелёный союз (фин. Vihreä liitto, швед. Gröna förbundet, северносаам. Ruoná lihttu), или Зелёные (фин. Vihreät, швед. De Gröna) — политическая партия в Финляндии. Стандартное сокращённое обозначение партии — Vihr. Придерживается экологической, леволиберальной и проевропейской ориентации. Входит в интернационал Глобальные зелёные и Европейскую партию зелёных; её представители в Европарламенте — в группу Зелёные — Европейский свободный альянс.

## История
Возникнув в 1970-х годах, «зелёные» движения и ассоциации некоторое время не имели единой организационной структуры. Это, однако, не помешало им на выборах в 1983 году провести в финский парламент двух своих первых депутатов — Калле Кёнккёля и Вилле Комси. На следующих парламентских выборах 1987 года «зелёных» депутатов было уже четверо.

## Председатели партии
| Председатель          |  | Начало          | Окончание       |
| --------------------- |  | --------------- | --------------- |
| Калле Кёнккёля        |  | 1987            | 1987            |
| Хейди Хаутала         |  | 1987            | 1991            |
| Пекка Саури           |  | 1991            | 1993            |
| Пекка Хаависто        |  | 1993            | 1995            |
| Туйя Бракс            |  | 1995            | 1997            |
| Сату Хасси            |  | 1997            | 2001            |
| Осмо Сойнинваара      |  | 2001            | 2005            |
| Тарья Крунберг        |  | 2005            | 2009            |
| Анни Синнемяки        |  | 2009            | 2011            |
| Вилле Нийнистё        |  | 11 июня 2011    | 17 июня 2017    |
| Тоуко Аалто           |  | 17 июня 2017    | 24 октября 2018 |
| Мария Охисало вр.и.о. |  | 24 октября 2018 | 3 ноября 2018   |
| Пекка Хаависто        |  | 3 ноября 2018   | 15 июня 2019    |
| Мария Охисало         |  | 15 июня 2019    | 10 июня 2023    |
| София Вирта           |  | 10 июня 2023    | 2024            |

18 февраля 1987 года «Зелёный союз» был зарегистрирован как ассоциация, а годом позже — как политическая партия. В него вошли экологические активисты, феминистки, разочарованные бывшие активисты маргинализированной Либеральной народной партии.
В 1995 году представитель Зелёного союза впервые вошёл в состав правительства во главе с социал-демократами: в коалиционном правительстве Липпонена на пост министра окружающей среды был назначен Пекка Хаависто. Такого успеха представители «зелёных» в Европе достигли впервые.
|  |
|  |

Председателем партии в 2009 году была избрана Анни Синнемяки (род. 1973); с 2009 года она входила в правительство Финляндии, занимая должность министра труда. 11 июня 2011 года на прошедшем в Куопио съезде партии её новым председателем был избран 34-летний депутат эдускунты Вилле Нийнистё.
По результатам парламентских выборов, прошедших 17 апреля 2011 года, Зелёный союз в 200-местном финском парламенте нового созыва представляли 10 депутатов.
19—20 мая 2012 года в Лаппеэнранте прошёл очередной съезд партии. 25 мая 2013 года в Эспоо прошёл очередной съезд Зелёного союза. Председателем партии был единогласно переизбран Вилле Нийнистё (министр окружающей среды Финляндии), секретарём партии был избран Лассе Миеттинен.
18 сентября 2014 года Зелёный союз заявил о своём выходе из правящей коалиции в связи с одобрением правительством Финляндии обновления лицензии Fennovoima на строительство АЭС. 20 сентября это решение было единогласно подтверждено на партийном съезде в Сейняйоки.
5 июня 2015 года на очередном партийном съезде, прошедшем в Оулу, председателем партии снова был переизбран Вилле Нийнистё. Этому в значительной степени способствовали хорошие результаты партии на парламентских выборах, прошедших в апреле этого года, на которых партия получила 15 мест в парламенте. На съезде партии в Лахти в мае 2016 года Вилле Нийнистё заявил, что цель Зелёных — стать крупнейшей политической силой в стране, выиграть ближайшие парламентские выборы и получить пост премьер-министра в будущем правительстве.
17 июня 2017 года новым председателем партии был избран Тоуко Аалто, 33-летний депутат эдускунты из Ювяскюля. Однако осенью 2018 года Аалто надолго ушёл на больничный, а затем отказался от должности по причине затянувшейся депрессии.
3 ноября 2018 года на партийном собрании, прошедшем в Хельсинки, новым председателем партии был избран Пекка Хаависто (уже возглавлявший «Зелёных» в 1993—1995 годах). Его единственным соперником была бывшая глава парламентской фракции «Зелёных» Оути Аланко-Кахилуото. Хаависто был избран на срок до следующего партийного собрания, которое планировалось провести в июне 2019 года.
Как и планировалось, Хаависто не стал выдвигать свою кандидатуру на новый срок — и 15 июня 2019 года на прошедшем в Пори партийном съезде новым лидером была избрана Мария Охисало. Других претендентов на этот посте не было (все потенциальные претенденты заявили о своём отказе баллотироваться вскоре после апрельских парламентских выборов) — и Охисало была избрана единогласно. Она заявила, что своей основной задачей видит «борьбу с изменениями климата и бедностью».
На выборах в Европарламент в 2019 году партия «Зелёный союз» заняла 2 место и провела 3 депутатов.
По итогам парламентских выборов, состоявшихся в 2019 году, партия заняла пятое место, получив 11,5 % голосов и 20 мест в Эдускунте. По итогу вошла в коалиционные правительства пяти левых и центристских партий, возглавляемые Анти Ринне и Санной Марин. Возглавившая партию Мария Охисало получила в них пост министра внутренних дел.

## Организационная структура
Зелёный союз состоит из районных секций (фин. piirijärjestö), районные ассоциации из коммунальных секций (фин. kunnallisjärjestöjä). Высший орган — конференция (фин. puoluekokous), между конференциями — правление (фин. puoluehallitus), исполнительный орган — секретариат (фин. puoluetoimisto).